# Област Накашима
Област Накашима (јап. 中島郡) Nakashima-gun се налази у префектури Аичи, Јапан. 
2003. године, у области Нива живело је 36.239 становника и густину насељености од 1.170,89 становника по км². Укупна површина је 30,95 км².

## Историја
1. априла 2005. године вароши Хеива и Собуе су спојени у проширени град Иназава. Као резултат овог спајања дошло је до укидања области Накашима.

## Вароши села
- Хеива
- Собуе